# Všehrdy (Észak-plzeňi járás)
Všehrdy település Csehországban, a Észak-plzeňi járásban. Všehrdy Kožlany, Bohy, Holovousy, Černíkovice, Hlince és Brodeslavy településekkel határos. Lakosainak száma 65 fő (2024. január 1.).

## Népesség
A település lakosságának változását az alábbi diagram mutatja:
| Lakosok száma | 248  | 220  | 199  | 126  | 82   | 46   | 55   | 54   | 58   | 65   |
|               | 1869 | 1890 | 1921 | 1950 | 1980 | 2001 | 2017 | 2019 | 2022 | 2024 |